# Melesivka, Zolotonoșa
Melesivka (în ucraineană Мелесівка) este un sat în comuna Nova Dmîtrivka din raionul Zolotonoșa, regiunea Cerkasî, Ucraina.

## Demografie
Componența lingvistică a localității Melesivka
     Ucraineană (96,9%)
     Rusă (2,91%)
Conform recensământului din 2001, majoritatea populației localității Melesivka era vorbitoare de ucraineană (96,9%), existând în minoritate și vorbitori de rusă (2,91%).